# فلورتجي ماكايج
فلورتجي ماكايج (بالهولندية: Floortje Mackaij)‏ (و. 1995  م) هي دراجة، ومتزلجة هولندية، ولدت في فوردن.

## سجل الفوز

### سباقات أو مراحل فاز بها
| التاريخ        | السباق                                                     | المركز                                           |
| -------------- | ---------------------------------------------------------- | ------------------------------------------------ |
| 07 أبريل 2013  | Energiewacht Tour U19 2013                                 |                                                  |
| 19 يوليو 2013  | بطولة أوروبا للدراجات – سباق الطريق ضد الساعة للشابات 2013 |                                                  |
| 15 يونيو 2014  | طواف الباسك للسيدات 2014                                   | الرابع في تصنيف أفضل شاب                         |
| 25 مارس 2015   | دفارز دور فلاندرز للسيدات 2015                             |                                                  |
| 29 مارس 2015   | غنت-وفلجم للسيدات 2015                                     | الفائز في التصنيف العام                          |
| 03 مايو 2015   | جراند بريكس إلسي جاكوبس 2015                               |                                                  |
| 19 يوليو 2015  | 2015 BeNe Ladies Tour                                      | الثاني في التصنيف العام                          |
| 15 نوفمبر 2015 | 94.7 Cycle Challenge Women 2015                            | الثالث في التصنيف العام                          |
| 01 يناير 2016  | طواف العالم للدراجات للسيدات 2016                          |                                                  |
| 12 مارس 2016   | روند فان درينثي كأس العالم 2016                            | السابع في التصنيف العام                          |
| 10 أبريل 2016  | هيلثي أجينج تور 2016                                       | التاسع في التصنيف العام                          |
| 30 أبريل 2016  | طواف يوركشاير للسيدات 2016                                 |                                                  |
| 19 يونيو 2016  | طواف السيدات 2016                                          | الأول في تصنيف أفضل شاب، العاشر في التصنيف العام |
| 09 يوليو 2016  | Grand Prix Borgerhout 2016                                 | الفائز في التصنيف العام                          |
| 24 يونيو 2017  | سباق الطريق للسيدات في بطولة هولندا 2017                   |                                                  |
| 01 يناير 2018  | 2018 Omloop van Borsele-ITT                                |                                                  |
| 04 مارس 2018   | 2018 Omloop van de Westhoek-Memorial Stive Vermaut         | الفائز في التصنيف العام                          |
| 08 يوليو 2018  | Tour de Feminin - O cenu Českého Švýcarska 2018            |                                                  |
| 18 سبتمبر 2021 | 2021 Trophée des Grimpeuses                                | الفائز في التصنيف العام                          |
| 05 فبراير 2023 | 2023 Vuelta a la Comunitat Valenciana Feminas              | الفائز في التصنيف العام                          |

## روابط خارجية
- فلورتجي ماكايج على موقع الاتحاد الدولي للدراجات (الإنجليزية)
- فلورتجي ماكايج على موقع أرشيف الدراجات (الإنجليزية)
- فلورتجي ماكايج على موقع إحصائيات الدراجات الإحترافية (الإنجليزية)
- فلورتجي ماكايج على موقع نسبة الدراجات (الإنجليزية)
- فلورتجي ماكايج على موقع CycleBase (الإنجليزية)
- فلورتجي ماكايج على موقع SpeedSkatingBase.eu (الإنجليزية)
- فلورتجي ماكايج على موقع SpeedSkatingNews.info (الإنجليزية)